# Bremerton
Bremerton ist eine Stadt im Kitsap County im US-Bundesstaat Washington. Das U.S. Census Bureau hat bei der Volkszählung 2020 eine Einwohnerzahl von 43.505 ermittelt.
Bremerton befindet sich auf der Halbinsel Kitsap Peninsula nördlich des Sinclair Inlet und westlich von Port Orchard. Die Stadt wird durch die Meerenge Port Washington Narrows geteilt, jedoch durch zwei Brücken verbunden.
In Bremerton befindet sich die Marinewerft Puget Sound Naval Shipyard sowie eine Außenstelle des Marinestützpunktes Kitsap. Die Stadt ist mit der Metropolis Seattle durch eine Fährverbindung verbunden (ca. 50 Min. Fahrzeit).

## Geschichte
Die Gründung von Bremerton geht auf den deutschen Immigranten und Unternehmer William Bremer zurück, den die US Navy 1891 ermutigte, 190 Acres (0,77 km²) Grund für eine neue Schiffswerft zu kaufen. Bremer und sein Schwiegersohn und Geschäftspartner Henry Hensel erkannten, dass eine Werft viele Arbeitsplätze schaffen würde, die Menschen anlocken und dadurch großen Bedarf an Immobilien in der Gegend erzeugen würden und kauften das zuvor für einen Marinestützpunkt vorgesehene Land bei Point Turner zum spekulativ überhöhten Preis von 200 $ pro Acre vom Staat. Im April 1891 verkaufte Bremer 190 Acres davon für nur 50 $ pro Acre wieder an die US Navy. Dieses Gelände wurde die Keimzelle der heute noch bestehenden Marinewerft. Die Werft Bremerton's Puget Sound Naval Shipyard hat heute 8000 zivile Beschäftigte.
Bremerton wurde am 15. Oktober 1901 zur Stadt erhoben und Alvyn Croxton ihr erster Bürgermeister. 1902 verlagerte die Marine ihren Stützpunkt für Reparaturarbeiten nach Kalifornien und heftige interne Machtkämpfe stürzten den kleinen Ort in eine politische Krise. 1910 hatte die Stadt 2693 Einwohner, doch erst seit 1908 eine eigene High School. Während des Ersten Weltkriegs beschäftigten die Werften rund 4000 Mitarbeiter. Manette wurde eingemeindet. 1920 zählte die Stadt 8693 Einwohner und das südlich gelegene Charleston wurde 1927 eingemeindet. Seit 1930 verbindet eine 479 m lange Brücke Bremerton mit Manette, die Reisenden den riesigen Umweg über den Landweg nach Seattle erspart und die Fährverbindung entbehrlich machte. Die Holzbrücke wurde 1949 durch eine Brücke aus Stahl ersetzt. Im prosperierenden Hafen entstand 1933 der 76 m hohe Kran, der Hammerhead Crane No. 28.
Während des Zweiten Weltkriegs wuchs die Stadt bis auf 80.000 Einwohner an, von denen 40.000 in der Kriegsproduktion beschäftigt waren. Schon um 1950 war die Stadt allerdings wieder auf 27.678 Einwohner zusammengeschrumpft. 1946 eröffnete das heutige Olympic College seine Pforten für 575 Studenten. Die Studentenzahlen stiegen in den Folgejahren an. Ab 1958 überspannte eine neue Brücke die Port Washington Narrows.
Derweil verfiel die Innenstadt von Bremerton, weil sich der letzte Erbe des Stadtgründers, Edward Bremer, nicht mehr um sie kümmerte, und die Navy zahlreiche Arbeitsplätze abzog. Mit seinem Tod 1987 übernahm das Olympic College die Aufsicht über diesen Bereich. Inzwischen war die Stadt gegenüber der nachbarlichen Konkurrenz, vor allem Silverdale, ins Hintertreffen geraten. Das College war mit der Aufgabe der Stadtverwaltung überfordert, es gelang nicht, die Geschäfte angemessen zu führen. Neben den typischen Problemen US-amerikanischer Städte musste Bremerton weitere Rückschläge hinnehmen. So blieb die ausgemusterte Missouri nicht als Museumsschiff in der Stadt, sondern wurde nach Pearl Harbor geschleppt. Ein Jahr zuvor, 1997, brannten in Kona Village 185 Wohneinheiten ab.
Seit 1991 begann eine Revitalisierung der Downtown. Den Anfang machte 1992 eine Uferpromenade. Der Bremerton Historic Ships Association gelang es, ein altes Kriegsschiff, die USS Turner Joy, für touristische Führungen zugänglich zu machen, weitere Ausbauten folgten. 2000 lebten wieder 37.259 Menschen in der Stadt. Doch die Einkommensstruktur ist sehr unausgeglichen, Armut ist nach wie vor weit verbreitet. In diesem Milieu ist auch der Vater von Bill Gates aufgewachsen.

## Einwohnerentwicklung
| Jahr | Einwohner¹ |
| ---- | ---------- |
| 1980 | 36.208     |
| 1990 | 38.142     |
| 2000 | 37.259     |
| 2010 | 37.729     |
| 2020 | 43.505     |

- ¹ 1980 – 2020: Volkszählungsergebnisse

## Persönlichkeiten

### Söhne und Töchter der Stadt
- Howard Green Duff (1913–1990), Schauspieler
- William H. Gates Sen. (1925–2020), Vater von Bill Gates, begann in Bremerton seine Karriere als Rechtsanwalt (Syndikus bei Merrill Wallace)
- A. Daniel O’Neal (1936–2017), Regierungsbediensteter und Manager
- Norman D. Dicks (* 1940), Politiker
- George T. Babbitt junior (* 1942), General der US-Luftwaffe
- Mike Enzi (1944–2021), US-Senator für Wyoming
- Jill Banner (1946–1982), Schauspielerin
- Steven Holl (* 1947), Architekt
- Ben Gibbard (* 1976), Musiker
- Bree Schaaf Boyer (* 1980), Skeletonpilotin
- Tara Kirk (* 1982), Schwimmerin
- Alex Smith (* 1984), American-Football-Spieler
- Joe Pichler (* 1987), Schauspieler
- Nathan Adrian (* 1988), Freistilschwimmer und Olympiasieger 2012
- CJ Allen (* 1995), Hürdenläufer

### Mit Bremerton verbunden
- Der Jazzmusiker Quincy Jones zog im Alter von zehn Jahren hierher. Als Jugendlicher traf er hier Ray Charles.
- Scientology-Gründer L. Ron Hubbard lebte hier in den späten 1930er und frühen 1940er Jahren. Er  besuchte die Union High School.
- Mike Herrera, Tom Wisniewski und Yuri Ruley, Mitglieder der Punkrockband MxPx lernten sich in Bremerton kennen, gründeten dort ihre Band und leben auch heute noch in Bremerton. 2006 erhielten sie vom Bürgermeister den „Schlüssel für Bremerton“ als Auszeichnung für ihr Engagement um die Stadt.